# Canalul tunel Rove

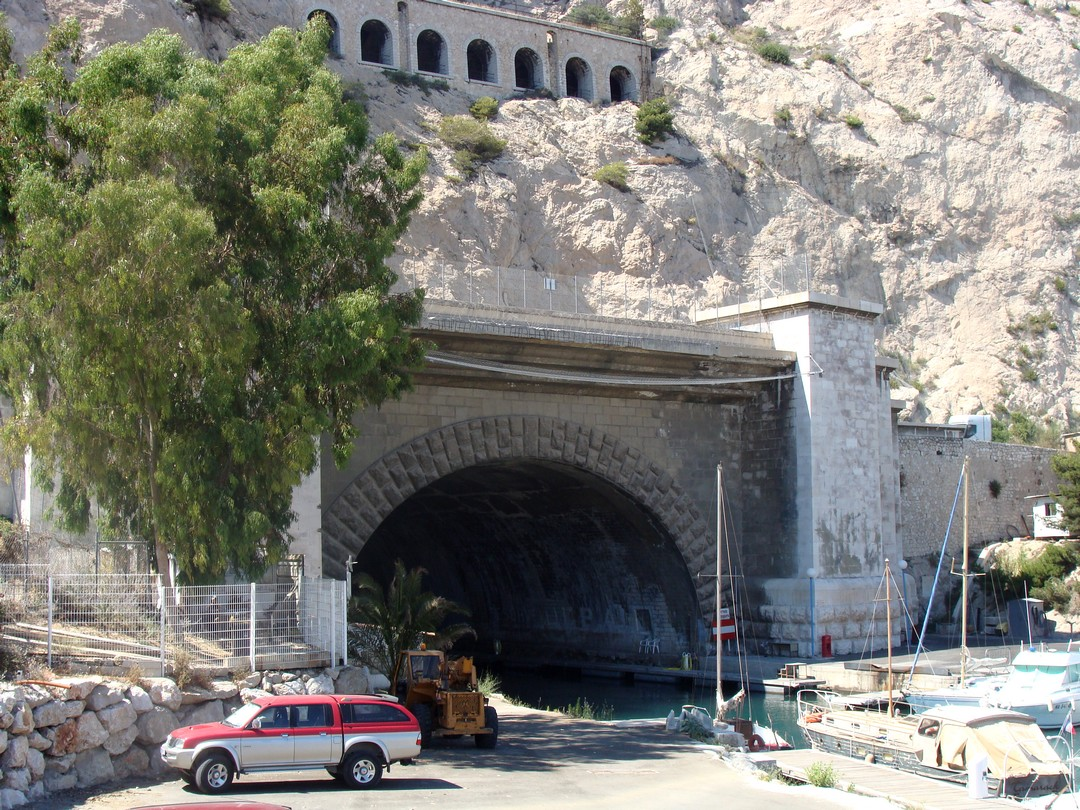
Intrarea din sud

Canalul tunel Rove este un tunel navigabil în Franța.

## Date generale
Acesta are aproximativ 7,2 km lungime și 22 m lățime. A fost construit între anii 1912-1927. A fost deschis în 1927. Tunelul Rove rămâne cel mai mare canal tunel din lume. Tunelul a fost închis în 1963, după ce acesta s-a prăbușit.
Coordonate:
- 43°23′59″N 5°13′29″E / 43.399599°N 5.224739°E – intrarea din nord
- 43°21′35″N 5°17′38″E / 43.359642°N 5.293919°E – intrarea din sud

## Galerie de imagini

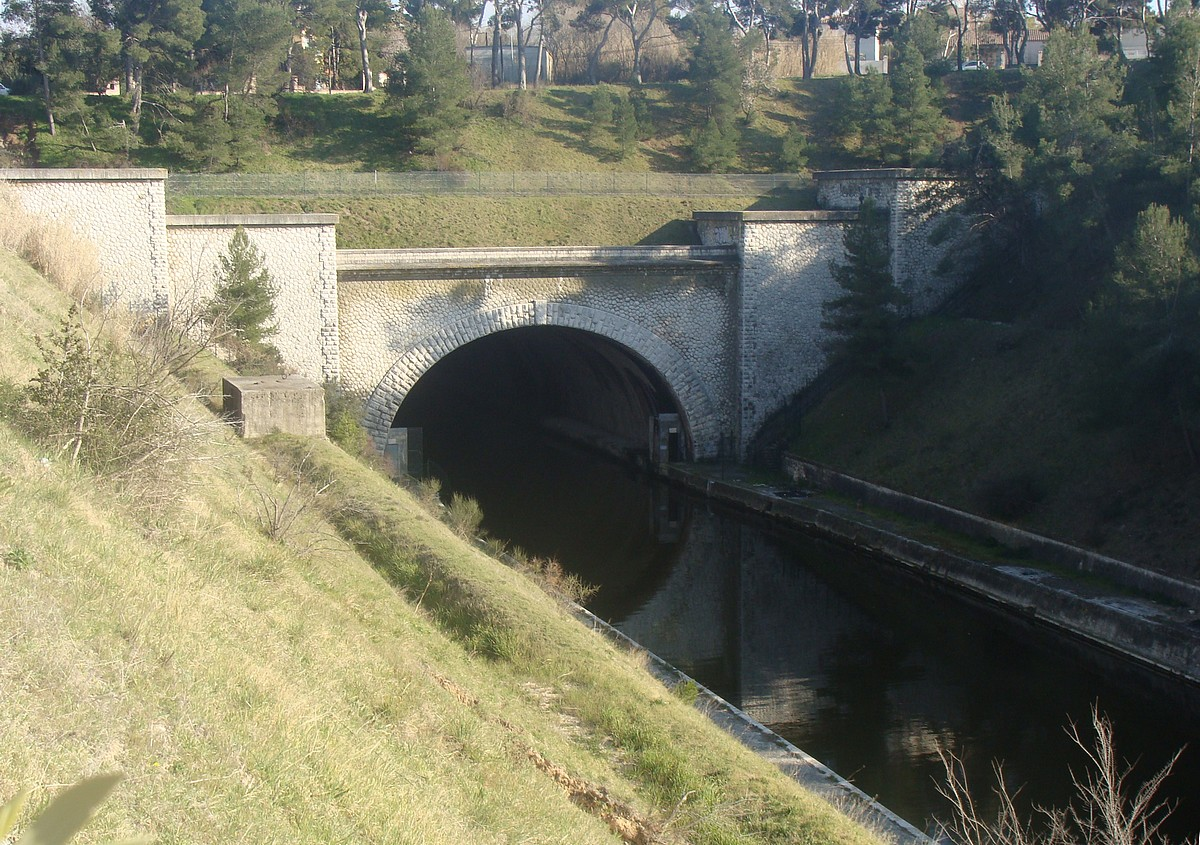
Intrarea din nord a tunelului Rove
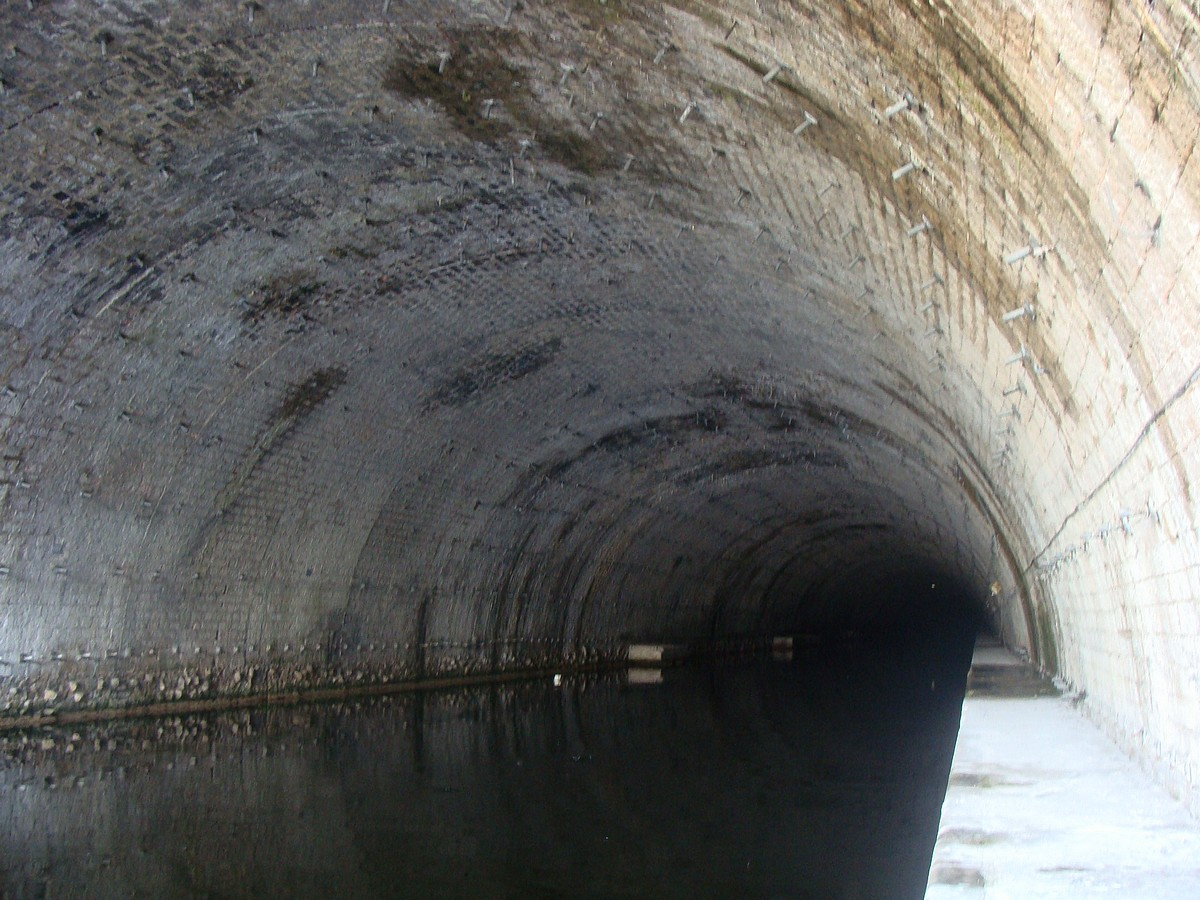
Interior tunel